# Алфьоров Олексій Ігорович
Алфьоров Олексій Ігорович (нар. 2 квітня 1982) — доцент, доктор технічних наук, професор кафедри Проектування технічних систем Сумського національного аграрного університету

## Біографія
Олексій Ігорович народився 2 квітня 1982 року в м. Харкові.
У 2003 році закінчив бакалаврат в Харківському державному технічному університеті сільського господарства, за спеціальністю «Інженерна механіка».
У 2004 році закінчив магістратуру в Харківському державному технічному університеті сільського господарства, за спеціальністю «Машини та обладнання сільськогоподарського виробництва».
Після закінчення університету працював інженером-конструктором І категорії ЧП «Ферммаш» м. Харків.
З 2005 по 2007 роки аспірантура при Харківському національному технічному університеті сільського господарства імені Петра Василенка.
У 2008 році захистив кандидатську дисертацію на тему: «Підвищення надйності та обґрунтування параметрів водокільцевих вакуумних насосів доїльних агрегатів».
З 2007 по 2009 роки асистент кафедри міцності та надійності машин Харківського національного технічного університету сільського господарства імені Петра Василенка.
З 2009 по 2017 роки працював на посаді доцента кафедри надійності, міцності та технічного сервісу машин Харківського національного технічного університету сільського господарства імені Петра Василенка.
З 2014 по 2017 роки докторантура при Харківському національному технічному університеті сільського господарства імені Петра Василенка.
З 2017 по 2020 роки проректор з науково-педагогічної роботи Харківського національного технічного університету ільського господарства імені Петра Василена.
У 2019 році захистив докторську дисертацію на тему: «Наукове забезпечення працездатності тпа прогнозування надійності грунтообробних агрегатів з коливальними робочими органами».
З 2020 по 2021 роки працював на посаді професора кафедри надійності, міцності та технічного сервісу Харківського національного технічного університету сільського господарства імені Петра Василенка.
У 2021 році проректор з науково-педагогічної роботи Державного біотехнологічного університету.
У 2022 році працював на посаді професора кафедри надійності та мцності споруд Державного біотехнологічного університету.
З вересня 2022 року професор кафедри Проектування технічних систем Сумського національного аграрного університету.

## Науковий доробок
Олексій Ігорович автор біль 120 наукових та методичних праць, в тому числі 2 навчальні посібники, 2 наукові монографії, 3 патенти, 2 галузеві стандарти України.
Наукові інтереси: аналіз, прогнозування та керування надійністю машин, міцність машин.
Основні праці:
- Динамічні характеристики пружньої підвіски робочих органів ґрунтообробних агрегатів. Вісник Харківського національного технічного університету сільського господарства, Вип. 163 "Проблеми надійності  машин та засобів механізації сільськогосподарського виробництва", 2015. С. 174-177.
- Принципи побудови математичної моделі надійності автомобіля на етапі проектування. Матеріали Всеукраїнської науково-практичної конференції "Автомобільний транспорт в аграрному секторі: проектування, дизайн та технологічна експлуатація", 24-25 травня 2018 р. Харків: ХНТУСГ, 2018. С. 86-87.
- Шляхи підвищення оцінювання надійності машин в умовах обмеженого обсягу інформації. Технічний сервіс в АПВ: Матеріали Міжнародної науково-практичної конференції, 21-22 травня 2024 р. Харків:ДБТУ, 2024. С. 381-382. (співавтор).

## Відзнаки та нагороди
- подяки та грамоти Харківського національного технічного університету сільського господарства (2010-2017);
- подяка Міністерства аграрної політики та продовольства України (2012);
- подяка Харківської обласної ради (2015);
- подяка Міністерства освіти і науки України (2018);
- диплом Національного олімпійського комітету (2018);
- грамота Харківської обласної ради (2018);
- грамота Міністерства освіти і науки України (2019);
- подяка Міністерства освіти і науки України (2021).